# 刚鳞针毛蕨
刚鳞针毛蕨（学名：Macrothelypteris setigera）为金星蕨科针毛蕨属下的一个种。